# Château de La Chapelle-Chaussée
Le château de La Chapelle-Chaussée est situé sur la commune de La Chapelle-Chaussée, dans le département d'Ille-et-Vilaine.

## Historique
Le monument fait l’objet d’une inscription au titre des monuments historiques depuis le 11 juillet 1966.